# Раєн Гропп
Раєн Гропп (англ. Ryan Gropp; 16 вересня 1996, м. Камлупс, Канада) — канадський хокеїст, лівий нападник. Виступає за «Сієтл Тандербердс» у Західній хокейній лізі (ЗХЛ).
Вихованець хокейної школи «Камлупс МХА». Виступав за «Сієтл Тандербердс» (ЗХЛ). 
У складі юніорської збірної Канади учасник чемпіонату світу 2014.
Досягнення
- Бронзовий призер юніорського чемпіонату світу (2014)